# Teorema de Gelfond-Schneider
En matemática, el teorema de Gelfond-Schneider es un resultado que establece la trascendencia de una gran clase de números. Fue probado originalmente por Alexander Gelfond  y de nuevo de forma independiente por Theodor Schneider en 1934. El teorema de Gelfond–Schneider es una respuesta  al séptimo problema de Hilbert.

## Enunciado
Si {\displaystyle \alpha } y {\displaystyle \beta } son números algebraicos en el cuerpo de los números complejos (siendo {\displaystyle \alpha \neq 0,1}), y si {\displaystyle \beta } no es un número racional, entonces cualquier valor de αβ es un número trascendente.

### Comentarios
- En general, {\displaystyle \alpha ^{\beta }=\exp\{\beta \log \alpha \}} es multivaluada, donde "log" es el logaritmo complejo. Ésta es la razón de la expresión "cualquier valor de" en el enunciado.
- La siguiente es una formulación equivalente del teorema: si {\displaystyle \alpha } y {\displaystyle \gamma } son números algebraicos diferentes de cero, y {\displaystyle \alpha \neq 1}, entonces {\displaystyle (\log \gamma )/(\log \alpha )} es (real) racional o trascendente.
- Si se elimina la restricción de que {\displaystyle \beta } sea algebraica, el enunciado no será cierto en el caso general (escójanse {\displaystyle \alpha =3} y {\displaystyle \beta =\log 2/\log 3}, que es trascendente, y {\displaystyle \alpha ^{\beta }=2}, que es algebraico). No se conoce una caracterización de los valores de α y β que produzca un αβ trascendente.

## Uso del teorema
Se deriva inmediatamente del teorema la trascendencia de los siguientes números:
- {\displaystyle 2^{\sqrt {2}}} (la constante de Gelfond-Schneider) y {\displaystyle {\sqrt {2}}^{\sqrt {2}}} (véase demostración no constructiva).
- {\displaystyle e^{\pi }} (constante de Gelfond), dado que {\displaystyle e^{\pi }=(e^{i\pi })^{-i}=(-1)^{-i}}.